# Leucoanthocyanidine
Cet article concerne la famille de composés. Pour la molécule, voir flavane-3,4-diol.

Flavane-3,4-diol, squelette des bases des leucoanthocyanidines.

Les leucoanthocyanidines ou flavane-3,4-diols sont des composés organiques incolores de la famille des flavonoïdes proches des anthocyanidines et des anthocyanes. 
Les leucoanthocyanidines sont des intermédiaires dans la biosynthèse des anthocyanidines dans les fleurs de Matthiola incana.
On peut les trouver dans le yopo (Anadenanthera peregrina) et plusieurs espèces de Nepenthes, notamment Nepenthes rajah, Nepenthes burbidgeae, Nepenthes tentaculata, Nepenthes × alisaputrana et Nepenthes muluensis.
Edgar Charles Bate-Smith a recommandé en 1954 l'usage du Forestal pour isoler les leucoanthocyanines.

## Principales leucoanthocyanidines
- Leucocyanidine
- Leucodelphinidine
- Leucomalvidine
- Leucopélargonidine
- Leucopéonidine
- Leucorobinétinidine
- Mélacacidine
- Téracacidine

## Métabolisme
La leucoanthocyanidine dioxygénase utilise les flavane-3,4-diols pour produite les 3-hydroxyanthocyanidines. Le gène codant cette enzyme (PpLDOX) a été identifié dans la pêche et son expression a été étudiée chez Vitis vinifera.